# Herrarnas tvåmanna i bob vid olympiska vinterspelen 1992
Herrarnas tvåmannabobåkning i vinter-OS 1992 ägde rum i Albertville, Frankrike den 16 februari 1992. 

## Medaljörer
| Gren             | Guld                              | Silver                                    | Brons                                  |
| Herrar, tvåmanna | Schweiz Gustav Weder Donat Acklin | Tyskland Rudolf Lochner Markus Zimmermann | Tyskland Christoph Langen Günther Eger |

## Resultat
| Placering | Land                                            | Idrottare | Tid |
| Gold      | Schweiz (Gustav Weder, Donat Acklin)            | 4:03,26   |     |
| Silver    | Tyskland (Rudi Lochner, Markus Zimmermann)      | 4:03,55   |     |
| Bronze    | Tyskland (Christoph Langen, Günther Eger)       | 4:03,63   |     |
| 4         | Österrike (Ingo Appelt, Thomas Schroll)         | 4:03,67   |     |
| 5         | Italien (Günther Huber, Stefano Ticci)          | 4:03,72   |     |
| 6         | Storbritannien (Mark Tout, Lenox Paul)          | 4:03,87   |     |
| 7         | USA (Brian Shimer, Herschel Walker)             | 4:03,95   |     |
| 8         | Österrike (Gerhard Rainer, Thomas Bachler)      | 4:04,00   |     |
| 9         | Kanada (Dennis Marineau, Chris Farstad)         | 4:04,08   |     |
| 10        | Schweiz (Christian Meili, Christian Reich)      | 4:04,36   |     |
| 11        | Kanada (Greg Haydenluck, Dave MacEachern)       | 4:04,84   |     |
| 12        | Italien (Pasquale Gesuito, Antonio Tartaglia)   | 4:04,94   |     |
| 13        | Storbritannien (Nick Phipps, George Farrell)    | 4:05,39   |     |
| 14        | Frankrike (Christophe Flacher, Claude Dasse)    | 4:05,56   |     |
| 15        | Lettland (Sandis Prūsis, Adris Plūksna)         | 4:05,62   |     |
| 16        | Lettland (Zintis Ekmanis, Aldis Intlers)        | 4:06,33   |     |
| 17        | Frankrike (Gabriel Fourmique, Philippe Tanchon) | 4:06,38   |     |
| 18        | Csaba Nagy Lakatos, Laurenţiu Budur (ROM)       | 4:06,68   |     |
| 19        | Toshio Wakita, Ryoji Yamazaki (JPN)             | 4:06,86   |     |
| 20        | Vladimir Jefimov, Aleksej Golovin (EUN)         | 4:07,30   |     |
| 21        | Naomi Takewaki, Fuminori Tsushima (JPN)         | 4:07,45   |     |
| 22        | Paul Neagu, Costel Petrariu (ROM)               | 4:07,84   |     |
| 23        | Gilbert Bessi, Michel Vatrican (MON)            | 4:08,13   |     |
| 24        | Brian Richardson, Greg Harrell (USA)            | 4:08,17   |     |
| 25        | Jiří Dzmura, Roman Hrabaň (TCH)                 | 4:08,31   |     |
| 26        | Oleg Suchorutjenko, Andrej Gorochov (EUN)       | 4:08,332  |     |
| 27        | Erik Gogstad, Atle Norstad (NOR)                | 4:08,48   |     |
| 28        | Tsvetozar Viktorov, Valentin Atanasov (BUL)     | 4:08,77   |     |
| 29        | Borislav Vujadinović, Miro Pandurević (YUG)     | 4:10,11   |     |
| 30        | Glenn Turner, Paul Narracott (AUS)              | 4:10,25   |     |
| 31        | Petr Ramseidl, Zdeněk Kohout (TCH)              | 4:10,84   |     |
| 32        | Pat McDonagh, Terry McHugh (IRL)                | 4:10,93   |     |
| 33        | Chen Chin-San, Chang Min-Jung (TPE)             | 4:10,97   |     |
| 34        | Dragiša Jovanović, Ognjen Sokolović (YUG)       | 4:05,56   |     |
| 35        | Devon Harris, Ricky McIntosh (JAM)              | 4:11,68   |     |
| 36        | Dudley Stokes, Chris Stokes (JAM)               | 4:12,76   |     |
| 37        | Bart Carpentier Alting, Dudley den Dulk (AHO)   | 4:13,09   |     |
| 38        | Gerry Macken, Malachy Sheridan (IRL)            | 4:13,48   |     |
| 39        | Nikolaj Dimitrov, Dimitar Dimitrov (BUL)        | 4:13,62   |     |
| 40        | Liston Bochette, Douglas Rosado (PUR)           | 4:14,07   |     |
| 41        | Roberto Tamés, Miguel Elizondo (MEX)            | 4:14,22   |     |
| 42        | Jorge Tamés, Carlos Casar (MEX)                 | 4:14,63   |     |
| 43        | Albert Grimaldi, Pascal Camia (MON)             | 4:15,42   |     |
| 44        | Sven Petersen, Bill Neill (ISV)                 | 4:16,60   |     |
| 45        | Daniel Burgner, David Entwistle (ISV)           | 4:16,72   |     |
| 46        | John Amabile, Jorge Bonnet (PUR)                | 4:41,61   |     |